# 三重県立松阪あゆみ特別支援学校
三重県立松阪あゆみ特別支援学校（みえけんりつ まつさかあゆみとくべつしえんがっこう）は、三重県松阪市久保町にある県立特別支援学校。知的障害児を対象とする。2018年（平成30年）度の児童生徒数は137人。

## 概要
- 所在地：三重県松阪市久保町1846-195
  - 校地は三重中京大学の跡地を利用している[1]。
- 通学区域：松阪市、多気郡[1]
- 設置学部：小学部、中学部、高等部

## 校舎
校舎は3階建てで、鉄筋コンクリート構造一部鉄骨構造、敷地面積は約13,000 m2、延床面積は約6,000 m2である。1階が小学部、2階が中学部、3階が高等部となっている。校舎とは別に体育館がある。

## 交通
- JR東海参宮線・名松線、近鉄山田線松阪駅より三重交通バス02系統　パークタウン学園前行きにて「梅村学園口」下車徒歩約8分。
- 伊勢自動車道/紀勢自動車道勢和多気ICから25分
- 伊勢自動車道松阪ICから35分

## 歴史
松阪地区は三重県立特別支援学校玉城わかば学園の校区に含まれていたが、同校は児童生徒数が急増し、プレハブ校舎を設けて対応せざるを得なくなっていた。このため、玉城わかば学園の校区の北部を切り離す形で松阪あゆみ特別支援学校が設立されることとなった。
- 2016年（平成28年）11月9日 - 公募により、校名を三重県立松阪あゆみ特別支援学校に決定する[3]。
- 2017年（平成29年）9月 - 校章が決定する[4]。デザインは三重県立松阪工業高等学校繊維デザイン科の生徒が授業の一環で制作したものの中から選ばれた[4]。
- 2018年（平成30年）
  - 2月16日 - 校舎が完成[1]。総工費は23億円[1]。
  - 3月17日 - 校舎の内覧会を実施[1]。
  - 4月1日 - 三重県立松阪あゆみ特別支援学校として開校[1]。
  - 4月11日 - 第1回入学式を挙行、51人が入学した[2]。

### トラブル
2018年（平成30年）5月8日、給食にステンレス片が混入しているのを調理中の職員が発見した。このステンレス片は調理場のダクトから落下したもので、児童生徒へ提供される前であったため健康被害はなかった。4月中にも2度異物混入が発生したため、開校から1か月で3回も給食に異物が混入する事態となった。